# Schloss Stein (Fehring)
Schloß Stein är ett slott i Österrike.   Det ligger i distriktet Südoststeiermark och förbundslandet Steiermark, i den östra delen av landet, 140 km söder om huvudstaden Wien. Schloß Stein ligger 272 meter över havet.
Terrängen runt Schloß Stein är huvudsakligen platt, men åt sydväst är den kuperad. Schloß Stein ligger nere i en dal. Närmaste större samhälle är Fehring, 0,96 km nordost om Schloß Stein. 
I omgivningarna runt Schloß Stein växer i huvudsak blandskog. Runt Schloß Stein är det ganska tätbefolkat, med 78 invånare per kvadratkilometer.